# Pseudanthias
Pseudanthias är ett släkte av fiskar. Pseudanthias ingår i familjen havsabborrfiskar.

## Dottertaxa tillPseudanthias, i alfabetisk ordning[1]
- Pseudanthias albofasciatus
- Pseudanthias aurulentus
- Pseudanthias bartlettorum
- Pseudanthias bicolor
- Pseudanthias bimaculatus
- Pseudanthias bimarginatus
- Pseudanthias calloura
- Pseudanthias carlsoni
- Pseudanthias caudalis
- Pseudanthias charleneae
- Pseudanthias cichlops
- Pseudanthias connelli
- Pseudanthias conspicuus
- Pseudanthias cooperi
- Pseudanthias dispar
- Pseudanthias elongatus
- Pseudanthias engelhardi
- Pseudanthias evansi
- Pseudanthias fasciatus
- Pseudanthias flavicauda
- Pseudanthias flavoguttatus
- Pseudanthias fucinus
- Pseudanthias georgei
- Pseudanthias heemstrai
- Pseudanthias hiva
- Pseudanthias huchtii
- Pseudanthias hutomoi
- Pseudanthias hypselosoma
- Pseudanthias ignitus
- Pseudanthias kashiwae
- Pseudanthias leucozonus
- Pseudanthias lori
- Pseudanthias lunulatus
- Pseudanthias luzonensis
- Pseudanthias manadensis
- Pseudanthias marcia
- Pseudanthias mooreanus
- Pseudanthias nobilis
- Pseudanthias olivaceus
- Pseudanthias parvirostris
- Pseudanthias pascalus
- Pseudanthias pictilis
- Pseudanthias pleurotaenia
- Pseudanthias privitera
- Pseudanthias pulcherrimus
- Pseudanthias randalli
- Pseudanthias regalis
- Pseudanthias rubrizonatus
- Pseudanthias rubrolineatus
- Pseudanthias sheni
- Pseudanthias smithvanizi
- Pseudanthias squamipinnis
- Pseudanthias taeniatus
- Pseudanthias taira
- Pseudanthias thompsoni
- Pseudanthias townsendi
- Pseudanthias truncatus
- Pseudanthias tuka
- Pseudanthias unimarginatus
- Pseudanthias venator
- Pseudanthias ventralis
- Pseudanthias xanthomaculatus